# سائو پائولو دلده الیونکولرسا
سائو پائولو دلده الیونکولرسا یک شهرداری است که در ایالت آمازوناس (برزیل) واقع شده است.
فرودگاه سائو پائولو دلده الیونکولرسا در این شهر قرار دارد.